# 阿富汗內政部
阿富汗内政部（波斯語：‎；普什圖語：‎），又译内务部，是阿富汗内阁部門，负责执法、民事秩序和打击犯罪。该部的总部设在喀布尔。
塔利班重新执政後，任命希拉傑丁·哈卡尼为内政部长，他同时也是哈卡尼网络的头目，仍被FBI通缉，美国国务院悬赏1000万美元，以查明他的下落并导致他被捕。